# 가타후치 고이치로
가타후치 고이치로(일본어: 片渕 浩一郎, 1975년 4월 29일 ~ )는 일본의 전 축구 선수이다.

## 구단 경력
1998년 사간 도스에 입단하였다. 2001년까지 58경기에 나서 14득점을 넣었다. 2002년 알비렉스 니가타로 이적했다. 2002년후 현역 은퇴.

## 지도자 경력
은퇴 후에는 알비렉스 니가타의 코치를 거쳐, 2016년 9월 감독으로 취임하였다.